# Гребенщиков, Илья Васильевич
Илья́ Васи́льевич Гребенщико́в (12 [24] июня 1887, Санкт-Петербург, Российская империя — 8 февраля 1953, Ленинград, СССР) — русский и советский химик и технолог, профессор (1922), академик АН СССР (1932), член Президиума АН СССР (с 1938), основатель школы химии и физики силикатных и несиликатных систем, создатель химической теории полирования и шлифования стекла, метода поверхностной обработки оптических деталей — просветления оптики. Депутат Верховного Совета СССР III созыва. Лауреат двух Сталинских премий.

## Биография

Могила Гребенщикова на Литераторских мостках в Санкт-Петербурге.

Родился в Петербурге в дворянской семье (1887). Окончил Императорский Санкт-Петербургский университет по специальности «физическая химия» с дипломом I степени (1910).
Один из организаторов Государственного оптического института (ГОИ) в 1918 году. По поручению директора ГОИ академика Д. С. Рождественского создал химическую лабораторию, преобразованную затем в научный химический отдел, которым руководил до 1953 года. В 1932 году избран академиком Академии наук СССР по отделению «Математика и естественные науки». С 1938 года был членом Бюро отделения химических наук и членом Президиума Академии наук СССР. После смерти академика Н. С. Курнакова исполнял обязанности директора Института общей и неорганической химии АН СССР (1941), основал Лабораторию химии силикатов, территориально расположенную в ГОИ (1938—1941).
Начиная с 1943 года, работал над созданием Института химии силикатов АН СССР и научного журнала «Физика и химия стекла». В 1948 году Лаборатория химии силикатов была реорганизована в Институт химии силикатов АН СССР (Ленинград), который возглавлял до 1953 года. В 1962 году институту было присвоено его имя.
С 1912 по 1932 год преподавал в Петербургском Электротехническом институте на кафедрах физической химии и теоретической электрохимии. С 1921 по 1930 год был заведующим кафедрой физической и теоретической химии.
Совместно с Н. Н. Качаловым положил начало развитию отечественного производства оптического стекла на Императорском Фарфоровом заводе (1915—1918).
Разработал отечественную технологию просветления оптики, технологию получения пористых стёкол, создал химическую теорию полировки металлов. Изучал (с 1944) физико-химические свойства прозрачных полимеров.
Один из основоположников научно-педагогической школы университета «Оптическое материаловедение и оптические технологии».
Умер 8 февраля 1953 года. Похоронен на «Литераторских мостках» Волковского кладбища. Надгробие (скульптор М. Т. Литовченко, архитектор Н. Г. Эйсмонт) создано в 1954 году.

## Направления научной деятельности
- гетерогенные равновесия и физико-химический анализ силикатных и несиликатных систем;
- структура стёкол и жидкостей;
- электрохимические свойства стёкол;
- поверхностные свойства стекла и металлов;
- полировальные пасты (пасты ГОИ);
- процессы спекания и реакций в твёрдом состоянии;
- способы изготовления новых пористых стёкол, обладающих адсорбционными свойствами;
- методы серебрения и омеднения различных стёкол, термическая стойкость зеркал и влияние термической обработки на механические свойства серебряного покрытия;
- спектрофотометрические характеристики красителей стекла и их зависимость от состава стекла, условий варки и термообработки (разработки положены в основу создания Отечественного каталога цветного оптического стекла).

## Память

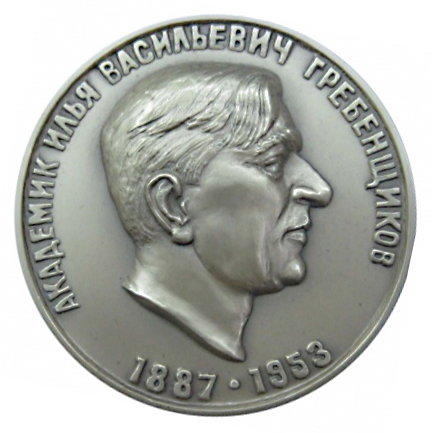
Медаль И. В. Гребенщикова.

- На здании Института химии силикатов имени И. В. Гребенщикова РАН (набережная Макарова, д. 2) в 1963 году была установлена памятная доска с текстом: «Здесь работал с 1948 по 1953 год академик Илья Васильевич Гребенщиков — крупный советский ученый, организатор Института химии силикатов СССР»[3].
- На здании Государственного оптического института им. С. И. Вавилова (Биржевая линия, д. 14) в 1988 году была установлена мемориальная доска (архитектор О. В. Василенко) с текстом: «Здесь с 1918 по 1953 год работал академик Илья Васильевич Гребенщиков, выдающийся советский химик»[4].
- Российская академия наук с 1994 года присуждает премию имени И. В. Гребенщикова «за выдающиеся работы в области химии, физикохимии и технологии стекла»[5]
- Медаль И. В. Гребенщикова вручается ежегодно членам Оптического общество имени Д. С. Рождественского, а также коллективам и предприятиям, организациям или учреждениям, занимающимся оптическими задачами, за выдающиеся достижения в области прикладной физической оптики, оптического материаловедения и новых оптических технологий[6].

## Награды
- два ордена Ленина (17 июня 1947; 17 июня 1952)
- орден Отечественной войны I степени (10 июня 1945)
- орден Трудового Красного Знамени (1947)
- орден Красной Звезды (1937)
- Сталинская премия II степени (10 апреля 1942) — за научные работы в области оптики, имеющие большое оборонное значение
- Сталинская премия (1952)

## Основные труды
- Гребенщиков И. В. Теоретическая электрохимия. Курс лекций по специализации электролиз. — Л.: Издательская Комиссия электротехнического института им. В. И. Ленина, 1930. — 167 с.
- Гребенщиков И. В., Власов А. Г., Непорент Б. С, Суйковская Н. В. Просветление оптики. Уменьшение отражения света поверхностью стекла / Под ред. акад. И. В. Гребенщикова. — М.-Л.: ОГИЗ, 1946. — 212 с.

## Адреса в Петрограде — Ленинграде
- 1918—1941, 1944—1953 — В.О., Биржевая линия, 14;
- 1948—1953 — Тучкова набережная (наб. Макарова с 1952), 2;
- 1925—1941 — В.О., 2-я линия, 37[7];
- 1941, 1944—1953 — В.О., Биржевая линия, 4.

## Семья
- внучка — Гребенщикова Татьяна Ильинична (23.02.1932 — 19.09.2022 гг.)
- сын — Гребенщиков Илья Ильич (09.11.1912 — 23.07.1978 гг.)
- дочь — Гребенщикова Вера Ильинична